# برادران عبداله
ویگن (ارمنی: Վիգեն؛ (۱۸۲۰–۱۹۰۲) در برخی از منابع ویچن)، گِئورگ (ارمنی: Գևորգ؛ (۱۸۳۹–۱۹۱۸)) و هوهانِس (در برخی از منابع هُوسِپ ارمنی: Հովսեփ؛ (۱۸۳۰–۱۹۰۸))، سه برادر معروف به برادران عبداله (ارمنی: Աբդուլլահ եղբայրներ)، قدیمی‌ترین عکاسان ارمنی، در طول تاریخ هنر عکاسی، در سرتاسر قلمرو امپراتوی عثمانی بودند. هنر این برادران نه تنها در کنستانتینوپل بلکه در آمریکا و اروپا نیز شناخته شده بود. آنان از ۱۸۳۶م، مجوز انحصاری عکاسی را در قلمرو امپراتوری عثمانی در اختیار داشتند و به خواست سلطان عبدالعزیز مقام عکاس اختصاصی سلطان را نیز به خود اختصاص داده بودند. ویگن و گِوُرک، جایگاهی ویژه در دربار سلطان داشتند و به منظور عکس‌برداری از مجالسی دعوت می‌شدند که برای مهمانان عالی قدر سلطان بر پا می‌شد. آلکسان (آسادور هورموزیان)، پدر این سه برادر، به دلیل اشتغال در دربار سلطان، مجبور به تغییر نام خانوادگی خود به عبداله ‏(عبدالهیان) شده بود. ‏
برادران عبداله این فرصت را یافتند که از مقامات عالی رتبهٔ امپراتوری از جمله سلطان‌ها عبدالعزیز یکم، مراد پنجم و عبدالحمید دوم عکس بگیرند. ویگن عبداله به پاس گرفتن عکس از چهرهٔ سلطان عبدالعزیز به کسب لقب رسام حضرت شهریار، از سوی سلطان، مفتخر شده بود. ‏
این برادران (عبدالهیان) که در ۱۸۵۸م کارگاه عکاسی خود را به نام برادران عبداله تأسیس کرده بودند، در عکاسی از طیف وسیعی از موضوعات شهرت داشتند. ‏آنان گوشه و کنار شهر را به تصویر می‌کشیدند. عکس‌هایی که آنان از شهرهای کنستانتینوپل و ازمیر و از صحنه‌های تئاتر با بازی هنرمندان معروف آن انداخته‌اند، دارای اهمیت فراوان تاریخی و اجتماعی است. ‏
آنان از قشرهای گوناگون مردم شرقی با لباس‌های خاص و ابزار کار مخصوص به خود یا در حال کار عکس گرفته و مجموعه تصاویری از آداب و سنن جوامع را به میراثی فرهنگی تبدیل کرده‌اند، میراثی که همواره مورد استفاده جامعه‌شناسان و پژوهشگران اجتماعی بوده است. ‏
برادران عبداله در عکاسی از چهره نیز شهرت دارند. هنر خاص آنان در کوشش موفق‌شان برای نمایش هویت، موقعیت اجتماعی و سن شخصی است که در مقابل دوربین آنان قرار می‌گرفت. ‏
هنر و شهرت هنری این برادران پیشرو در عکاسی از چهره‌های مشهور، طبیعت و تمامی لحظه‌های زندگی روزمره، راهگشای صنعت عکاسی در جوامع گوناگون عثمانی و رشد این هنر نزد دیگر هنرمندان عکاس ارمنی‌تبار مقیم امپراتوری شد. ‏

## نگارخانه

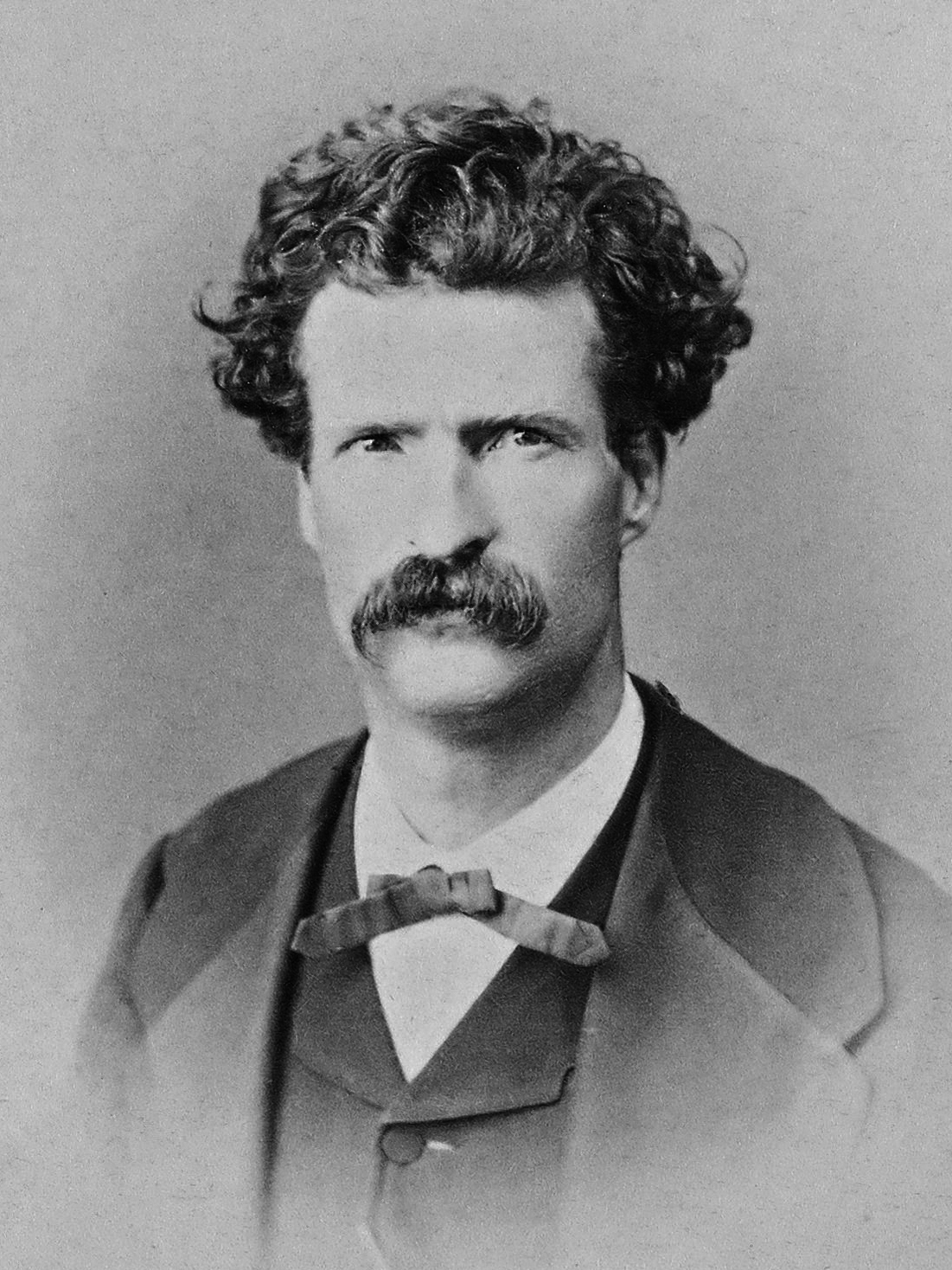
مارک تواین. (۱۸۶۷)
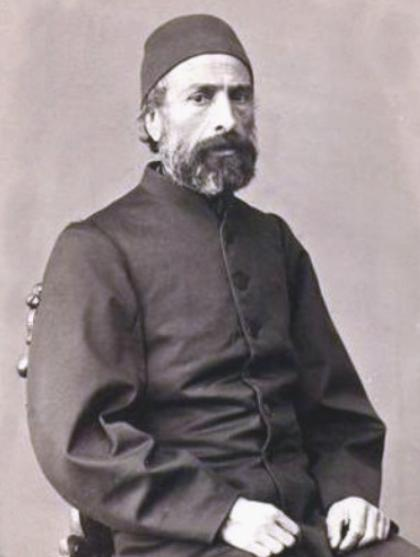
Ibrahim Edhem Pasha. (حدود ۱۸۷۷)
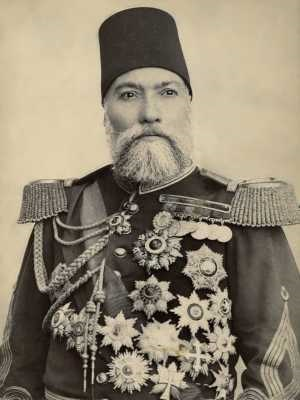
Osman Nuri Pasha. (حدود ۱۸۹۵)
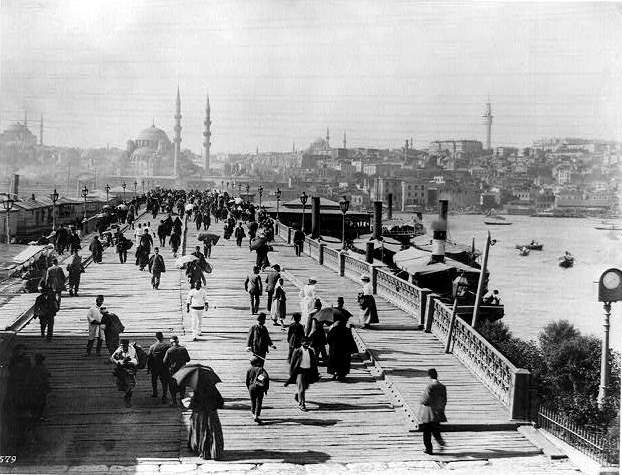
نمایی از Galata Bridge.
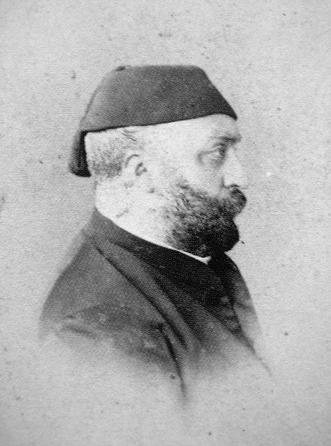
عبدالعزیز یکم.
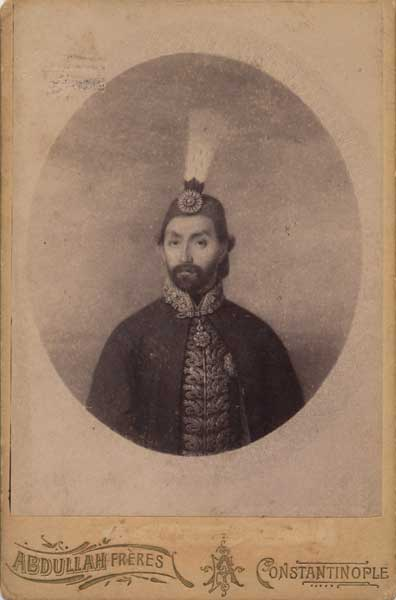
عبدالمجید یکم (عکس از یک نقاشی).
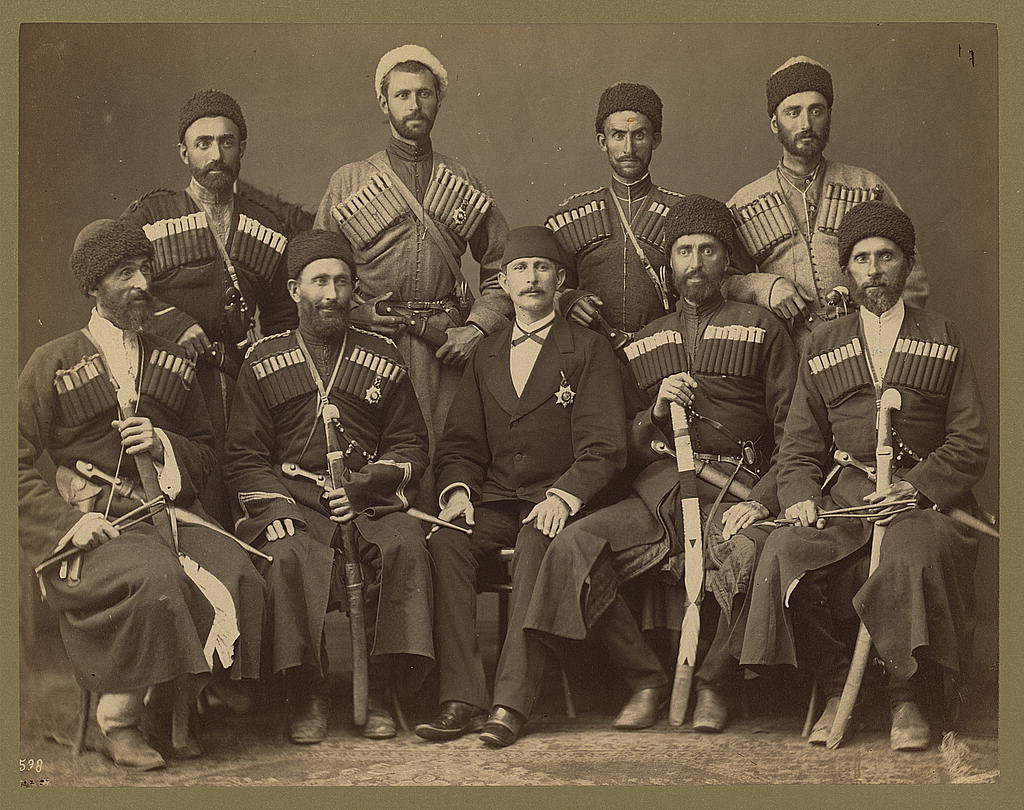
Group of چرکس مردان همراه با Ottoman Official.
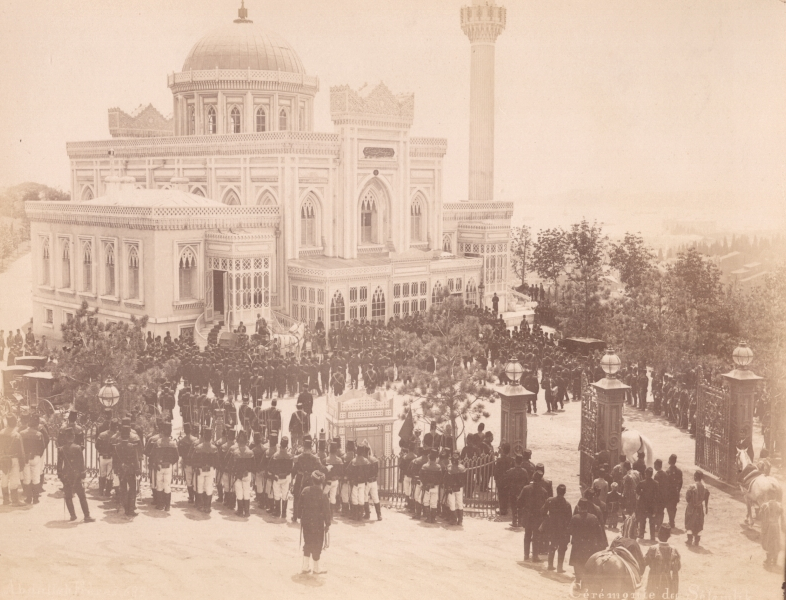
مراسمی در مسجد یلدیز حمیدیه،  کنستانتینوپل.
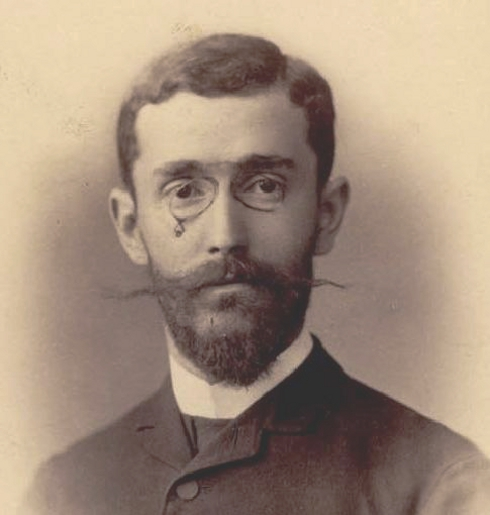
پرتره‌ای از Trandafir G. Djuvara دیپلمات و خاطره‌نویس رومانیایی .
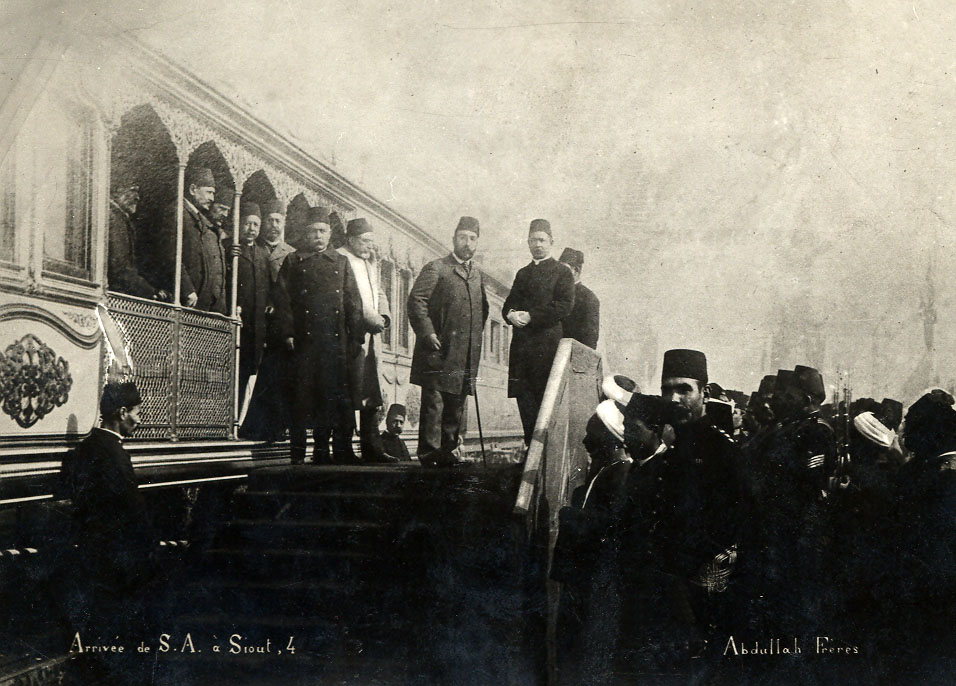
عکس توفیق‌پاشا.
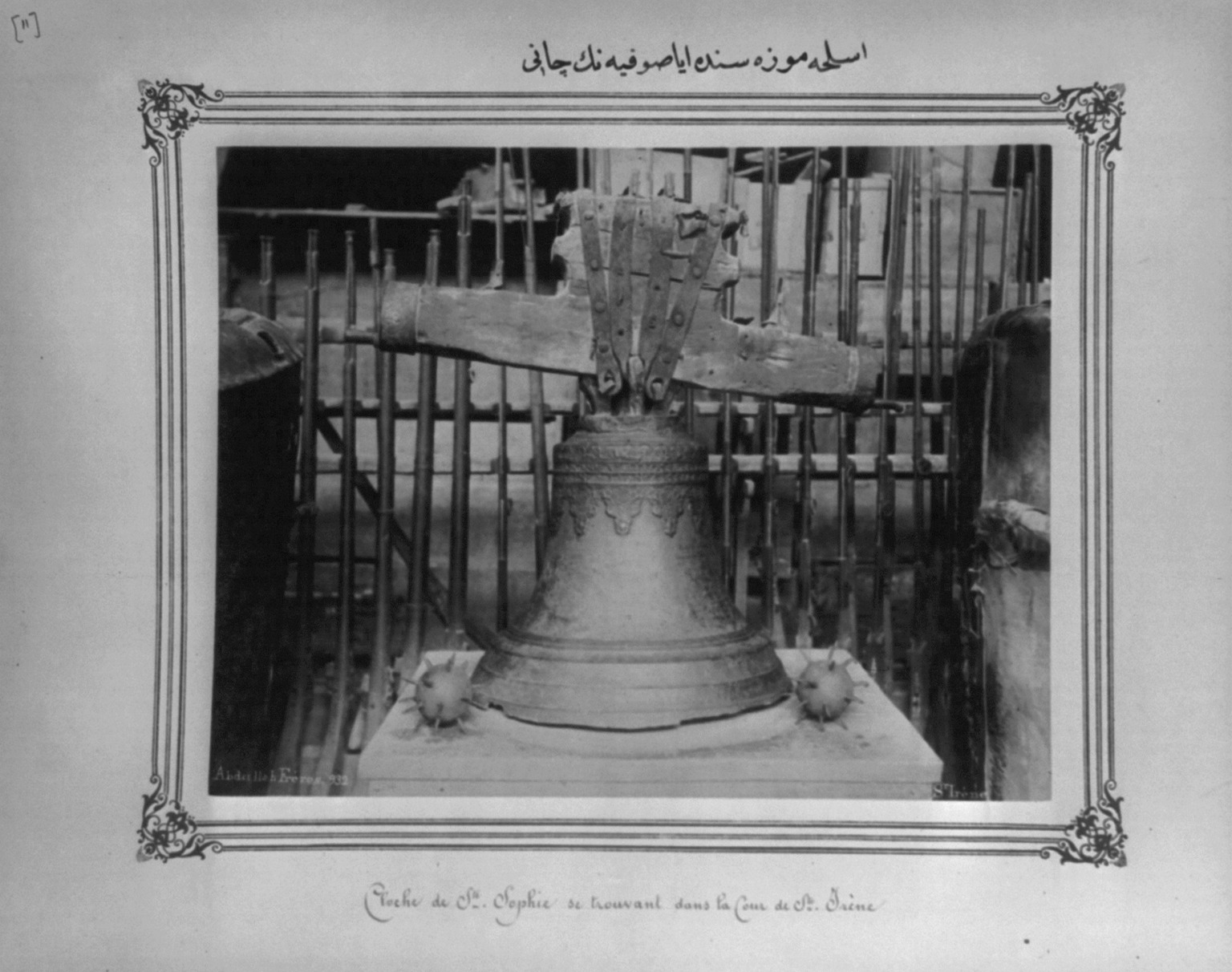
ناقوس ایا صوفیه.
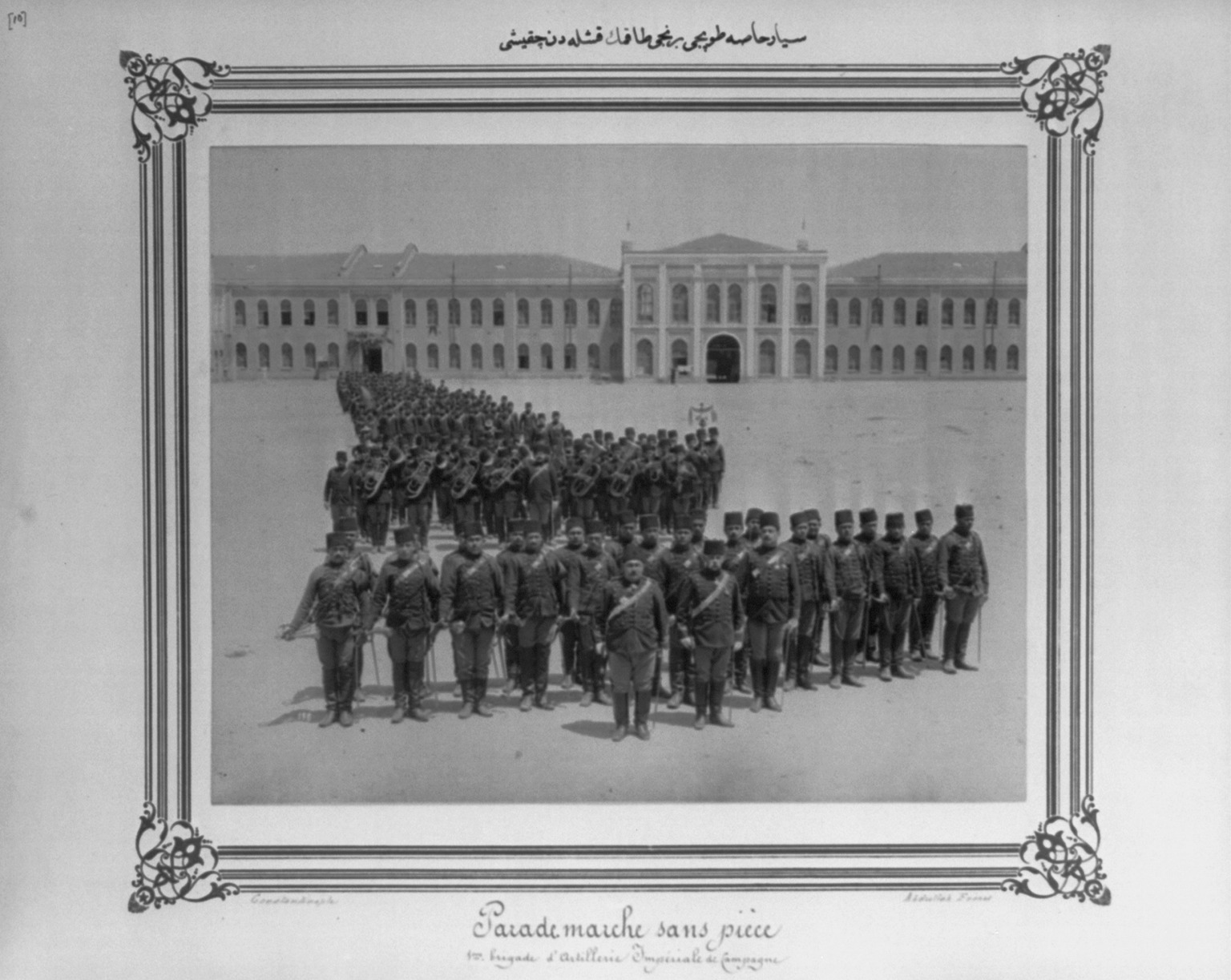
The sortie of the First Mobile Artillery Bodyguard Brigade from the barracks
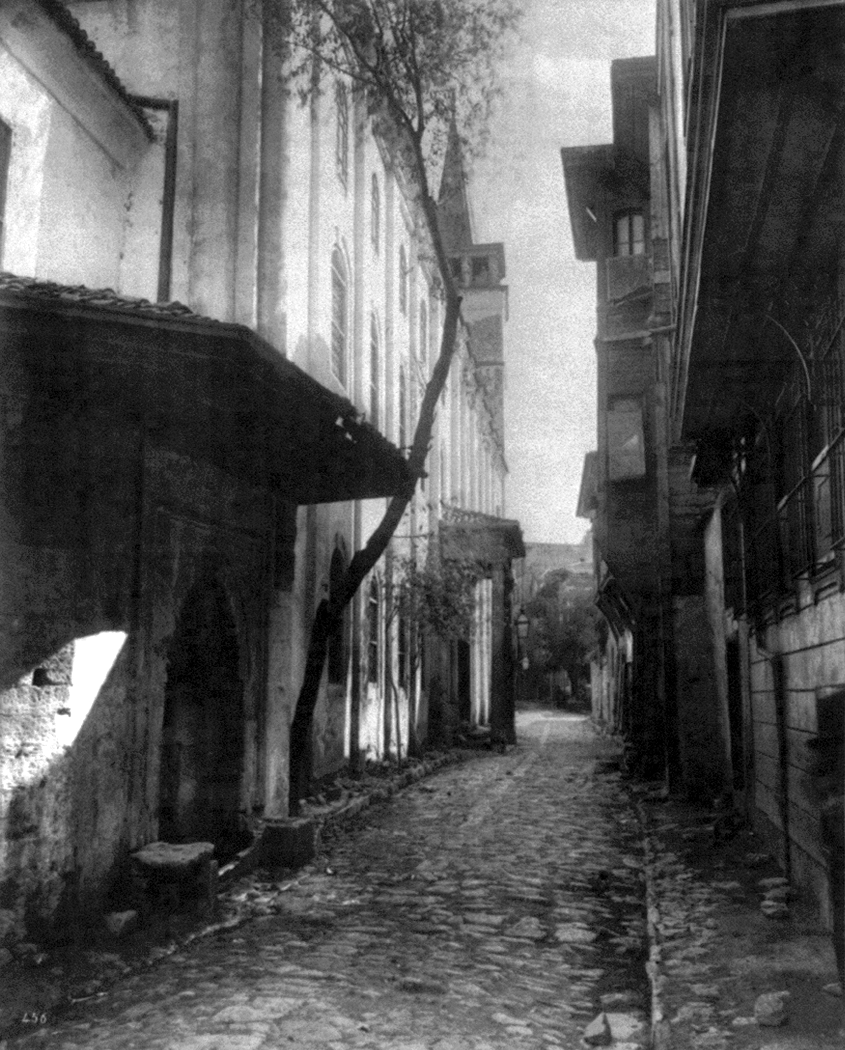
خیابانی در گالاتا.
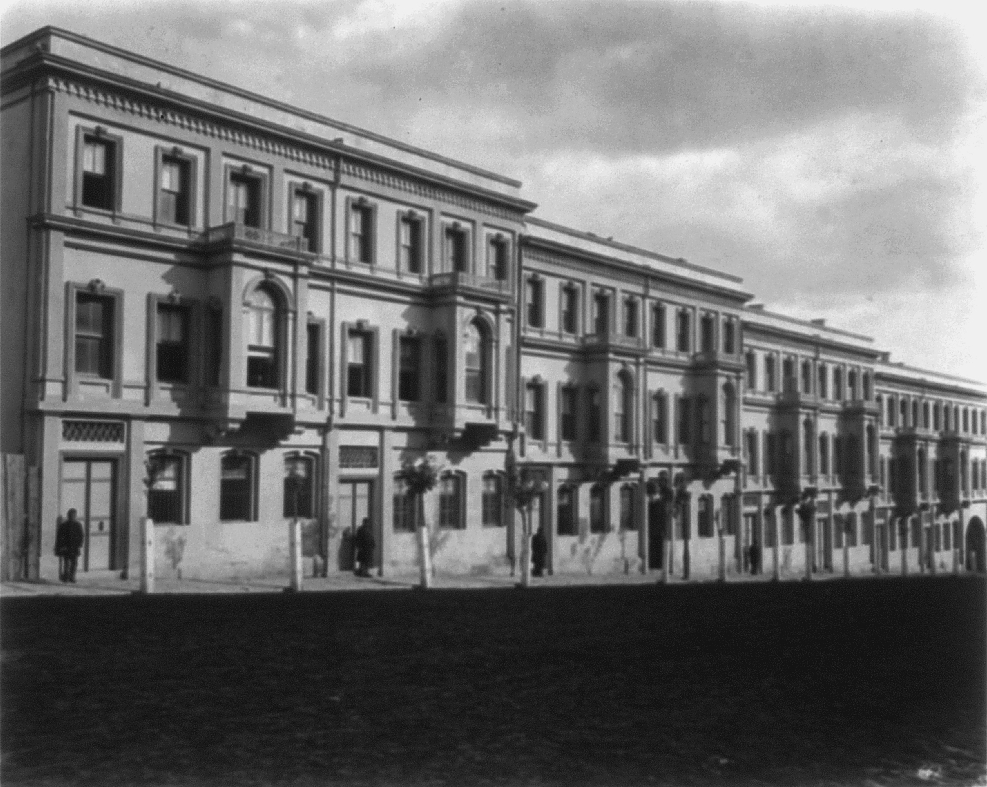
Mekteb-i Aşiret-i Humayun (Imperial Tribal School)
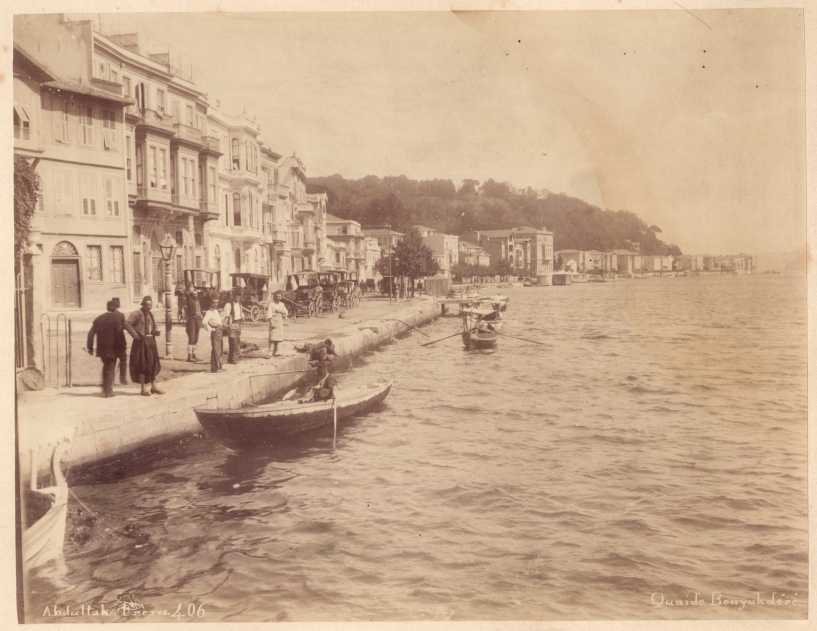
A dock in Büyükdere, Sarıyer, استانبول.
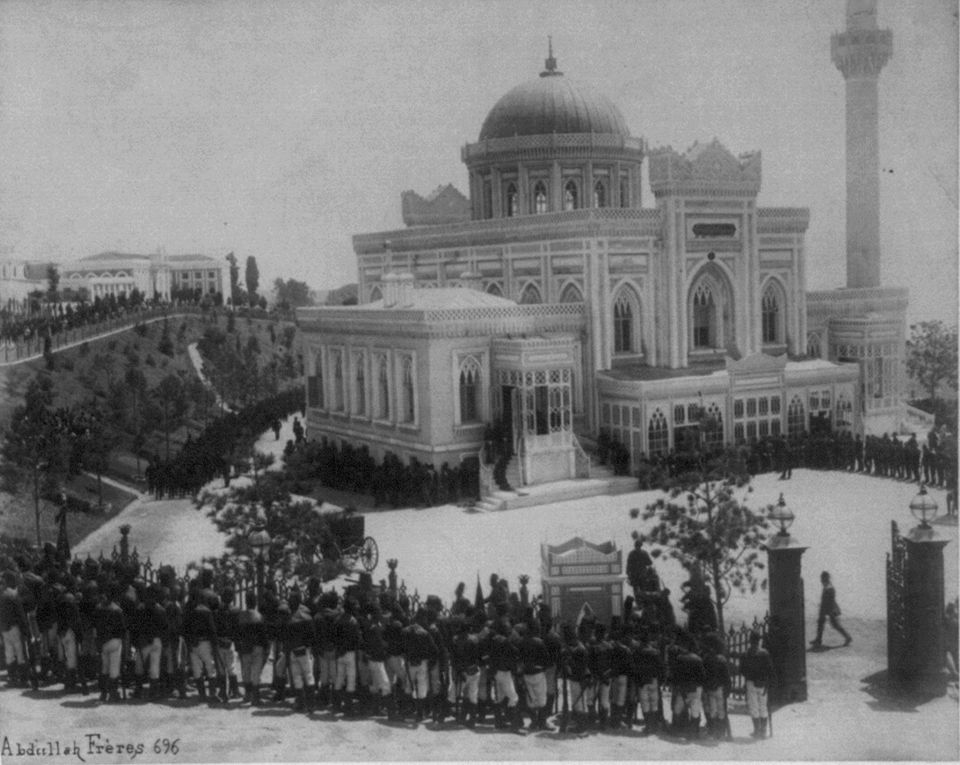
The Selamlik (Sultan's procession to the mosque) at the Hamidiye Camii (mosque) on Friday
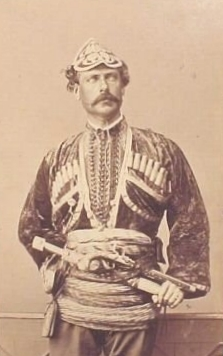
مرد گرجی (۱۸۷۰)
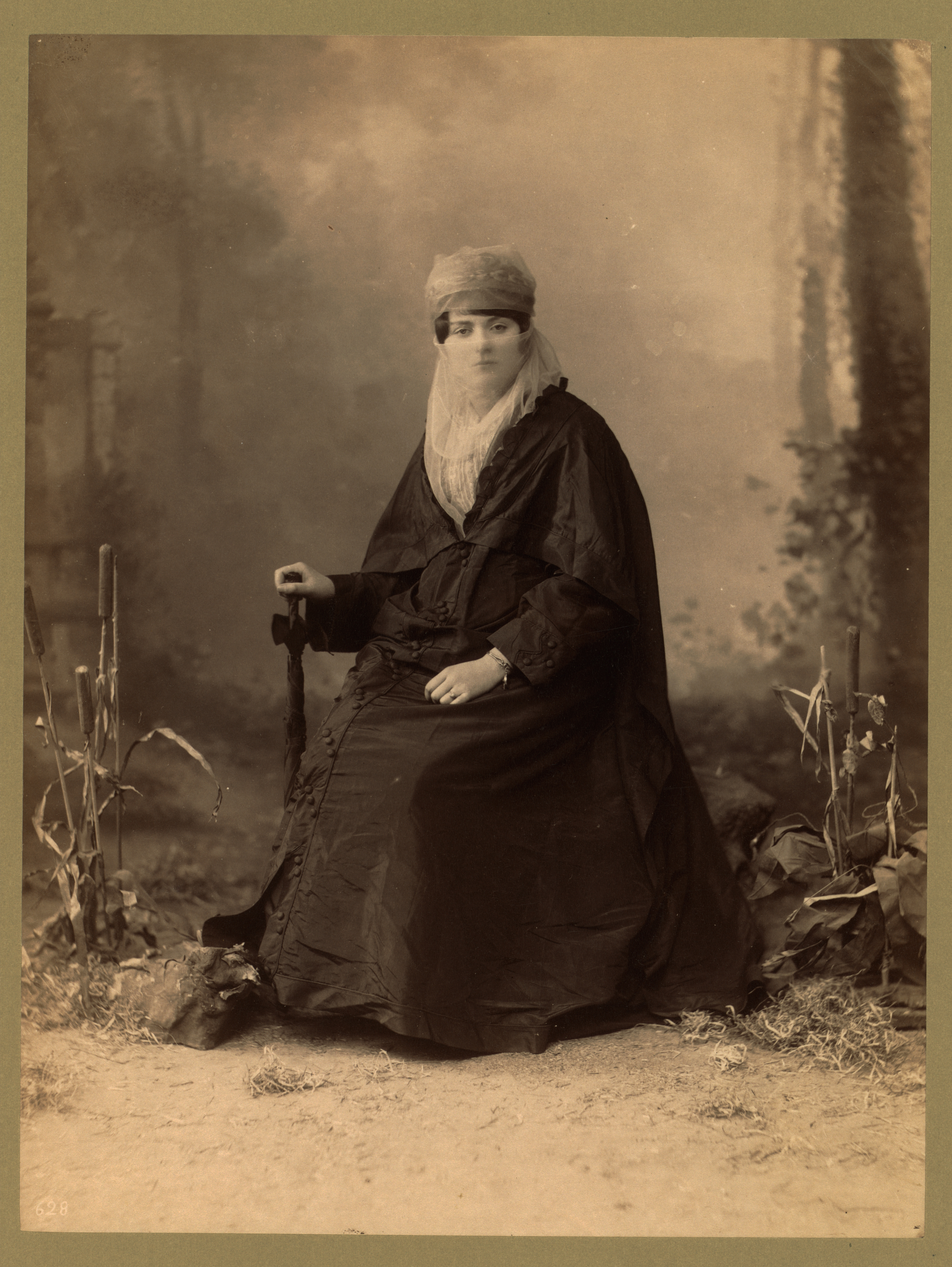
Turkish woman, full-length portrait, seated, facing front, holding parasol.
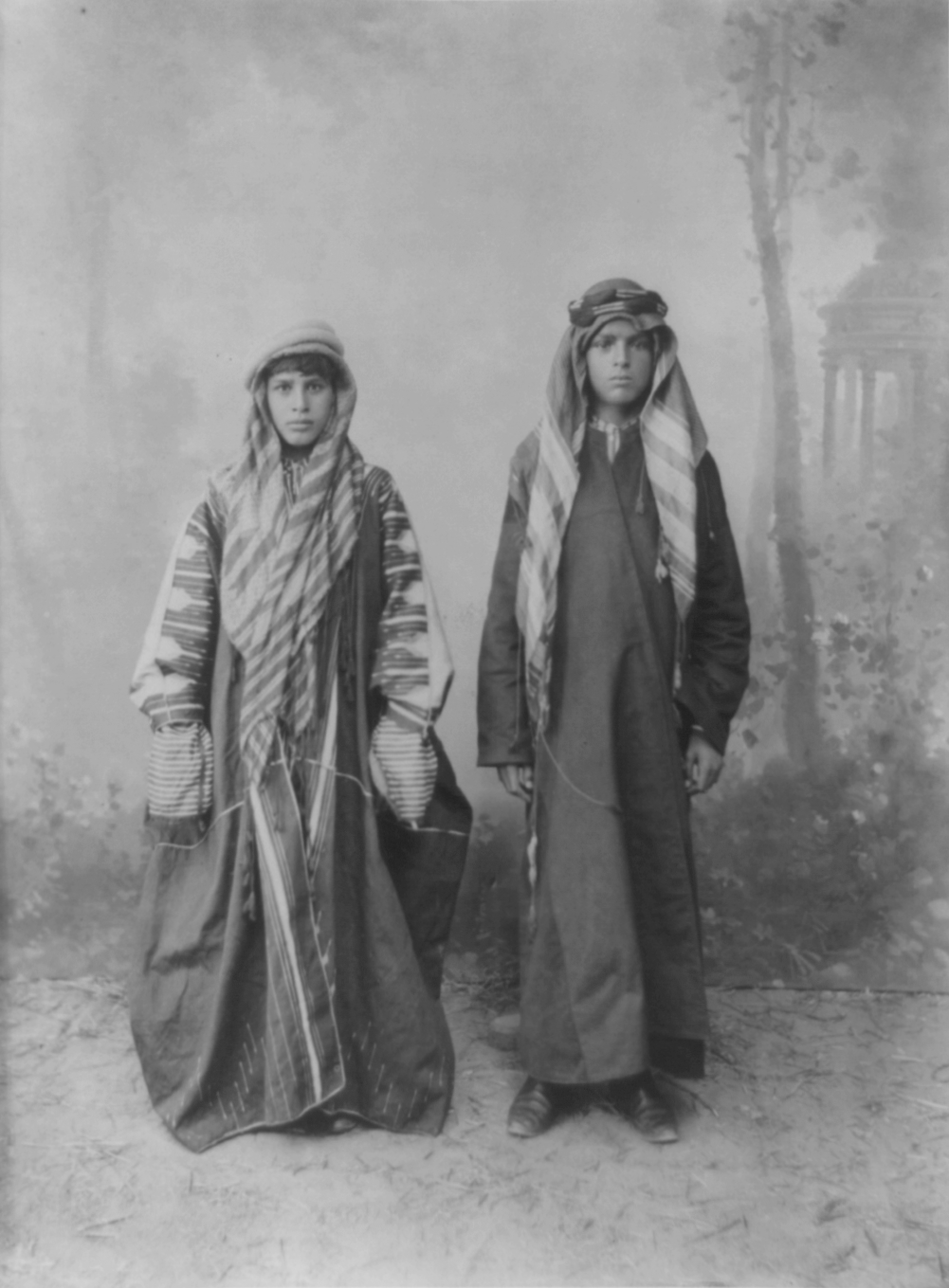
Students of Mekteb-i Aşiret-i Humayun (Imperial Tribal School)
- پرونده:Mosque